# Robert Lee Moore (Mathematiker)

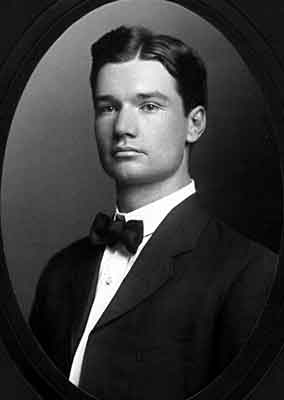
Robert Lee Moore

Robert Lee Moore (* 14. November 1882 in Dallas, Texas; † 4. Oktober 1974 in Austin, Texas; häufig R. L. Moore zitiert) war ein US-amerikanischer Mathematiker, der sich mit Topologie beschäftigte. Er ist in den USA bekannt für die Moore-Methode des mathematischen Unterrichts.

## Leben
Moore, Sohn eines kleinen Ladenbesitzers, der zwar aus Neuengland stammte, aber auf Seiten der Konföderierten im Bürgerkrieg kämpfte, studierte ab 1898 Mathematik an der University of Texas bei George Bruce Halsted und Leonard Dickson. Nach dem Abschluss 1901 unterrichtete er an High Schools. Er löste ein Problem von Halstead, indem er nachwies, dass eines von David Hilberts Axiomen der Geometrie überflüssig war. Eliakim Hastings Moore (der nicht mit ihm verwandt war) von der University of Chicago hörte davon und sorgte dafür, dass er 1905 in Chicago bei Oswald Veblen promovieren konnte (Sets of metrical hypotheses for geometry). Nach Lehrtätigkeiten an der University of Tennessee, zwei Jahre an der Princeton University und drei Jahre an der Northwestern University lehrte er 1911 bis 1916 an der University of Pennsylvania und dann von 1916 bis zu seiner offiziellen Emeritierung 1969 an der University of Texas in Austin, wo er 1920 Associate Professor und 1923 Professor wurde. Er baute dort eine eigene Schule von Topologen auf, die er nach der Moore-Methode unterrichtete. Er unterrichtete noch, als er weit über 80 Jahre alt war (ab 1951 nach der Pensionsgrenze mit halber Bezahlung, 1969 wurde er endgültig in den Ruhestand versetzt) und hatte 50 Doktoranden, darunter so bekannte Vertreter der geometrischen Topologie wie R. H. Bing und Edwin Moise, weitere waren Mary Ellen Rudin, Gordon Thomas Whyburn, Raymond Louis Wilder, Robert Henry Sorgenfrey, R. H. Anderson, F. Burton Jones und John R. Kline.
Zeitweise war seine Methode des Mathematikunterrichts sehr einflussreich in den USA. Er benutzte so wenig wie möglich Lehrbücher und hielt die Vorlesungen ebenfalls kurz, dafür sollten die Studenten (jeder isoliert für sich) vor allem Probleme lösen und den Stoff so weit wie möglich selbst entwickeln (unter Anleitung des Lehrers, der hin und wieder eingriff und auch motivieren sollte). Sein Motto: „That Student is taught the best that is taught the least“. Die Methode wurde z. B. auch von Paul Halmos angewandt. Halmos berichtet in seiner Autobiographie, dass ein Lieblingszitat von Moore das chinesische Sprichwort war „I hear, I forget. I see, I remember. I do, I understand“ („Was ich höre vergesse ich, was ich sehe, daran erinnere ich mich, was ich tue, verstehe ich“).
Von 1936 bis 1938 war er Präsident der American Mathematical Society, deren Colloquium Lecturer er 1929 war und deren Colloquium Publications er 1929 bis 1933 herausgab. 1973 wurde die Moore Hall der Universität Texas in Austin nach ihm benannt, wo die Mathematiker, Physiker und Astronomen untergebracht sind. 1931 wurde er in die National Academy of Sciences aufgenommen.
Moore war Rassist
und weigerte sich, schwarze Studenten zu unterrichten; demonstrativ verließ er den Saal, wenn ein schwarzer Mathematiker vortrug. An der Universität von Austin war Moore über Jahrzehnte (beginnend in den 1930er Jahren) in eine Fehde mit dem Zahlentheoretiker Harry Vandiver verwickelt. 
Von 1936 bis 1938 war er Präsident der American Mathematical Society.

## Verweise
1. ↑  R. L. (Robert Lee) Moore im Mathematics Genealogy Project (englisch)  abgerufen am 18. August 2024.
2. ↑   „I want to be a mathematician“ 1985
3. ↑  „R.L.Moore- racist mathematician unveiled“
4. ↑  Oder sie mit Worten abschreckte wie „You are welcome to take my course but you start with a C and can only go down from there“, Zitat von S.W.Williams nach der in der Fußnote angegebenen Webseite

| Personendaten    | Personendaten                  |
| ---------------- | ------------------------------ |
| NAME             | Moore, Robert Lee              |
| KURZBESCHREIBUNG | US-amerikanischer Mathematiker |
| GEBURTSDATUM     | 14. November 1882              |
| GEBURTSORT       | Dallas, Texas                  |
| STERBEDATUM      | 4. Oktober 1974                |
| STERBEORT        | Austin, Texas                  |